# Oswald Lutz (Komponist)
Oswald Lutz (geboren 23. April 1908 in Wien; gestorben 1. Dezember 1974 in Bregenz) war ein österreichischer Komponist, Geiger, Kritiker und Musikpädagoge.

## Leben
Er studierte Geige mit Vittorio Borri, Komposition mit Walter Bricht und Friedrich Reidinger sowie Klavier mit Franz Horak. 1934 bekam er den 1. Preis im Kompositionswettbewerb der Stadt Wien. Während des Zweiten Weltkriegs geriet er in amerikanische Kriegsgefangenschaft. Anschließend zog er nach Vorarlberg, wo er eine Stelle als Konzertmeister vom Vorarlberger Rundfunk nahm. Neben seiner Tätigkeiten als Lehrer (Violine, Klavier und Musiktheorie) an der Städtischen Musikschule in Bregenz schrieb Lutz auch als Musikkritiker für die Österreichische Musikzeitschrift und die Vorarlberger Nachrichten.
Zu seinen Werken gehören zahlreiche Kompositionen für Orchester, ein Violinkonzert, drei Opern, drei Messen, Kammermusik und Lieder. Unter anderem schrieb er die Fanfare zur Eröffnung der Bregenzer Festspiele.

## Ehrungen
- 1966 Professorentitel
- 1969 Rudolf-von-Ems-Medaille des Vorarlberger Sängerbundes
- 1972 Ehrengabe für Wissenschaft und Kunst des Landes Vorarlberg